# Тувинская письменность
Тувинская письменность — письменность, используемая для записи тувинского языка. За время своего существования функционировала на разных графических основах и неоднократно реформировалась. В настоящее время тувинская письменность функционирует на кириллице. В истории тувинской письменности выделяются следующие этапы:
- 1920-е годы — проекты письменности на различных графических основах;
- 1930—1943 годы — письменность на латинской основе (новый тюркский алфавит);
- с 1943 года — современная письменность на основе кириллицы.

## Первые проекты
До 1930 года тувинский язык не имел своей письменности. В личной переписке, а с начала 1920-х, после образования Танну-Тувинской Народной Республики, также в печатных изданиях и делопроизводстве тувинцы пользовались литературным монгольским языком, письменность которого была основана на традиционном старомонгольском письме. Письмом на монгольском языке в 1920-е годы владело лишь 1,5 % тувинцев.
В октябре 1925 года IV съезд Тувинской народно-революционной партии принял решение о создании национальной тувинской письменности. На съезде разгорелась дискуссия, какую письменность брать за основу — монгольскую или кириллическую. В итоге было предложено адресовать этот вопрос для обсуждения в Академию наук СССР. При этом Коминтерн в обращении к съезду рекомендовал ввести письменность на кириллической основе.
В 1927 году в Москве была подготовлена и издана первая книга на тувинском языке — букварь «Тыва уругларныҥ эҥ ӧрэныр тептэри баштап ужукэ». Его авторами были Роман Бузыкаев (1875—1939) и Б. Брюханов (Сотпа). Алфавит этого букваря имел следующий вид: Аа, Бб, Вв, Гг, Дд, Ёё, Жж, Ӝӝ, Зз, Ии, Йй, Кк, Лл, Мм, Нн, Ҥҥ, Оо, Ӧӧ, Пп, Рр, Сс, Тт, Уу, Ӱӱ, Хх, Чч, Шш, Ыы. Однако дальнейшего развития этот алфавит не получил.

## Латиница
В конце 1920-х годов в СССР шёл активный процесс латинизации письменностей. Под его влиянием было решено создавать национальную письменность на латинской графической основе и в Туве. Разработка алфавита велась как в ТНР, так и СССР. В самой Туве задача разработки письменности была поручена ламам Севену и Лопсан-Чимиту. В 1928 году они предложили проект письменности, который основывался на немецком алфавите, но с изменённым порядком букв: сначала идут все гласные (10 букв), а затем — согласные (18 букв). Такой порядок характерен для классической монгольской письменности. Кроме того, было значительно изменено чтение ряда букв.
Этот алфавит оказался неудачным, так как, по словам А. А. Пальмбаха «неверно устанавливал состав звуков тувинского языка и механически переносил на тувинский язык традиционные правила письма на латинописных алфавитах других языков».
В СССР над вопросом разработки тувинского латинизированного алфавита работали А. А. Пальмбах, Е. Д. Поливанов и Н. Н. Поппе. Этими исследователями за основу был взят так называемый новый тюркский алфавит — «яналиф», что должно было способствовать унификации письменности у всех тюркских народов. В феврале 1929 года Н. Н. Поппе передал свой проект латинизированного тувинского алфавита в полпредство ТНР в Москве. Для доработки этого проекта были привлечены тувинцы-студенты Коммунистического университета трудящихся Востока. В начале 1930 года тувинский алфавит был окончательно доработан и 28 июня 1930 года официально введён декретом правительства ТНР.
Утверждённый тувинский алфавит имел следующий вид:
| A a | B ʙ | C c | D d | E e | F f | G g | Ƣ ƣ | H h | I i | J j |
| Ɉ ɉ | K k | L l | M m | N n | Ꞑ ꞑ | O o | Ө ө | P p | R r | S s |
| Ş ş | T t | U u | V v | X x | Y y | Z z | Ƶ ƶ | Ь ь |     |     |

В 1931 году из алфавита была исключена буква Ɉ ɉ, обозначавшая назализованный сонорный согласный, который встречался всего в нескольких словах. Создание национальной письменности позволило приступить к массовому развитию сферы образования, ликвидации неграмотности, изданию книг, газет и журналов на тувинском языке.

## Современный алфавит
В конце 1930-х годов в СССР шёл процесс перевода письменностей на кириллическую основу. Одним из результатов этого процесса стало решение XII съезда Тувинской народно-революционной партии (апрель 1941 года) о переводе тувинской письменности на кириллицу. В том же году был составлен тувинский кириллический алфавит и разработаны основы орфографии. Однако окончательно новый алфавит был одобрен Комиссией по языку и письменности только в октябре 1943 года. 8 сентября 1943 года ЦК ТНРП и Совет министров ТНР постановили перейти на новую письменность к 1 мая 1944 года. Одновременно начался выпуск литературы на кириллице. Однако латиница применялась в печати параллельно с кириллицей до 1945 года. С тех пор изменений в тувинский алфавит не вносилось.
Современный тувинский алфавит выглядит так:
| А а | Б б | В в | Г г | Д д | Е е | Ё ё | Ж ж | З з | И и | Й й | К к |
| Л л | М м | Н н | Ң ң | О о | Ө ө | П п | Р р | С с | Т т | У у | Ү ү |
| Ф ф | Х х | Ц ц | Ч ч | Ш ш | Щ щ | Ъ ъ | Ы ы | Ь ь | Э э | Ю ю | Я я |

В 1943-44 годах в типографиях Тувы ещё не было шрифтов для тувинского кириллического алфавита. Поэтому в первых кириллических изданиях вместо буквы Ү ү использовалась V v, а вместо Ң ң — Ꞑ ꞑ.
Тувинцы Монголии также пользуются кириллической письменностью. В 2013 году на их диалекте был составлен и издан первый букварь. Тувинцы Китая не имеют своей письменности и для письма пользуются монгольским и китайским языками.

## Таблица соответствия алфавитов
Соответствие букв латинизированного и кириллического тувинских алфавитов:
| Кириллица | Латиница | Кириллица | Латиница | Кириллица | Латиница | Кириллица | Латиница |
| --------- | -------- | --------- | -------- | --------- | -------- | --------- | -------- |
| А а       | A a      | И и       | I i      | П п       | P p      | Ч ч       | С с      |
| Б б       | B в, P p | Й й       | J j, Ɉ ɉ | Р р       | R r      | Ш ш       | Ş ş      |
| В в       | B в, V v | К к       | K k      | С с       | S s      | Щ щ       | -        |
| Г г       | G g, Ƣ ƣ | Л л       | L l      | Т т       | T t      | Ъ ъ       | -        |
| Д д       | D d, T t | М м       | M m      | У у       | U u      | Ы ы       | Ь ь      |
| Е е       | E e      | Н н       | N n      | Ү ү       | Y y      | Ь ь       | -        |
| Ё ё       | -        | Ң ң       | Ꞑ ꞑ      | Ф ф       | F f      | Э э       | E e      |
| Ж ж       | Ƶ ƶ      | О о       | O o      | Х х       | X x      | Ю ю       | -        |
| З з       | Z z      | Ө ө       | Ө ө      | Ц ц       | S s      | Я я       | -        |